# ノロゲンゲ
ノロゲンゲ（野呂玄華、野呂幻魚）、学名 Bothrocara hollandi は、スズキ目ゲンゲ亜目ゲンゲ科に分類される魚の一種。

## 名称
ゲンゲは下魚（げぎょ）の意であるが、一般的には「下の下」が訛ったとされる。ノロ（野呂）の由来は不明とされている。「コラーゲンたっぷり」と宣伝され人気が出てきた2000年頃から「幻魚」と当て字をされることもあり、そこから「げんぎょ」とも呼ばれることも増えた。別名水魚（みずうお）ともいうが、ミズウオ科のミズウオとは別種。
地方名として、鳥取県でドギ、豊岡市ではグベ、京都府丹後町ではグラ、石川県ではゲンゲンボウ（石川では昔はミズウオと呼ばれた）、秋田県ではスガヨと称する。

## 形態
体色は淡紅緑色（淡褐色）。体長は約30 cm。ゼラチン質に覆われているのが特徴。日本海およびオホーツク海の水深200 mから1800 mの深海域に生息。

## 利用
底引網やカニ漁において混獲される。主に日本海側で食用とし、干したものを軽く炙って、そのまま酒の肴にしたり、味噌汁や鍋物の具や吸い物の種にしてもよく、天ぷらでも美味しい。肉は柔らかく、淡泊であるが、ぬめりがあるため、口当たりが良い。